# Kloster Karthaus (Konz)

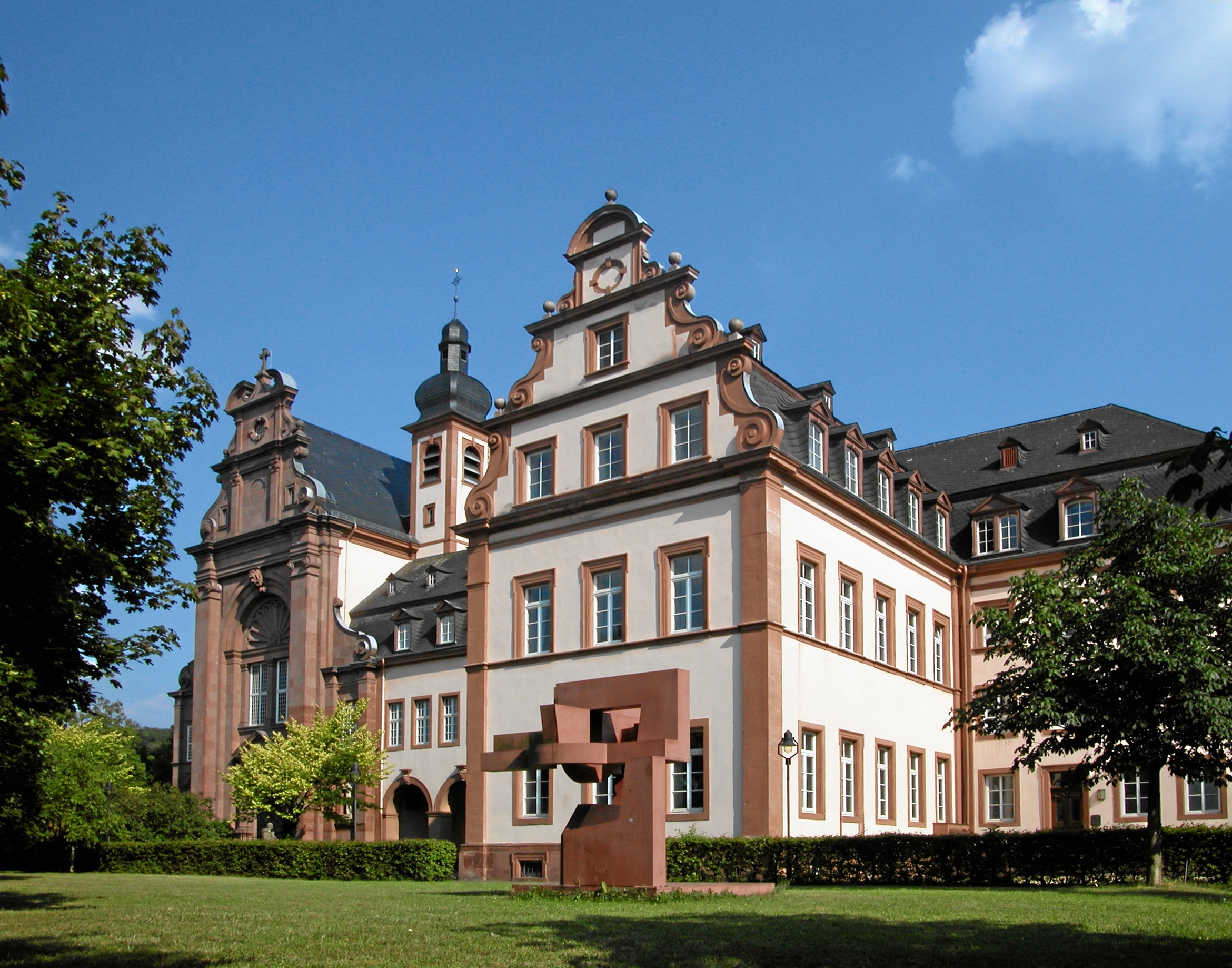
Kloster Karthaus von Westen (2014)

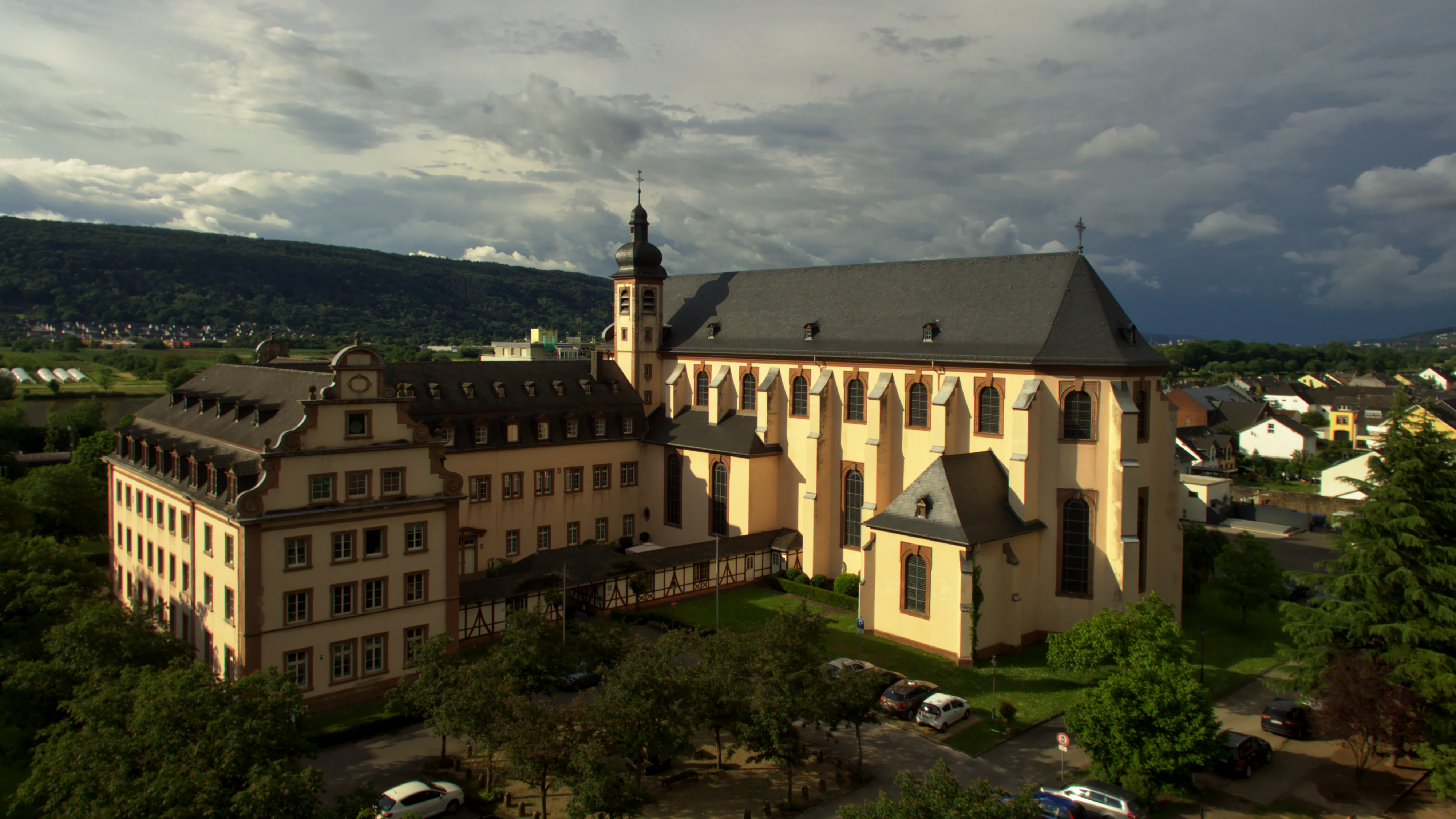
Kirche und erhaltene Teile der Klosteranlage (2016)

Das Kloster Karthaus ist ein ehemaliges Kartäuserkloster in Konz an der Mosel in Rheinland-Pfalz und eine Station am rheinischen Jakobsweg. Ursprünglich wurde es vor den Toren Triers gegründet.

## Geschichte
In Trier wurde das Kloster St. Alban von Erzbischof Balduin von Trier 1331 gegründet. Das Kloster lag am Fuß des Heiligkreuzberges unmittelbar südlich der Kaiserthermen und damit vor den Toren der Stadt. Hier wirkten im 15. Jahrhundert die Kartäusermönche Adolf von Essen († 1439) und Dominikus von Preußen († 1460), die dort die heutige Form des Rosenkranzgebetes erfanden und verbreiteten.
Während der Reunionskriege wurde St. Alban 1674 wie die meisten anderen vor den Stadtmauern Triers gelegenen Klöster auf Befehl des französischen Kommandanten Pierre Comte de Vignory niedergelegt, um gegnerischen Truppen jede Möglichkeit zur Deckung zu nehmen.
Zwischen 1680 und 1730 entstand das Kartäuserkloster (nun St. Bruno) an neuer Stelle im damaligen Merzlich (heute Konz-Karthaus) nach Plänen des Mainzer Baumeisters Vitus Schneider. In der Französischen Revolution wurde das Kloster aufgehoben und 1804 auf Abbruch versteigert. 1855 erwarben Franziskanerinnen die Ruinen und richteten sich dort ein Kloster ein. Nach einem Brand 1884 wurde das Kloster 1885–1887 in Anlehnung an den barocken Plan wiederaufgebaut. Weitere Renovierungen erfolgten 1903, 1963 und 1987. Heute dient die dazugehörige Kirche St. Johann als katholische Pfarrkirche von Konz-Karthaus und die Klostergebäude dienen als Bürgerhaus und Kulturzentrum von Konz. Die Turnhalle der Klosteranlage wird von der Grundschule St. Johann Konz für den Schulsport sowie vom Verein Tischtennisfreunde (TTF) Konz genutzt.

## Anlage
Die Klosteranlage orientiert sich, ähnlich wie das nahegelegene Kartäuserkloster Rettel (Département Moselle), an der Karthause von Bosserville (Département Meurthe-et-Moselle). Einer einschiffigen Kirche in der Mittelachse mit turmloser Fassade schlossen sich ursprünglich zu beiden Seiten Flügel an, die eine Art Ehrenhof bildeten. Erhalten ist nur der 1903 erneuerte Südflügel.
Die Kirchenfassade von portalartigem Aufbau mit Volutengiebeln stammt vom Wiederaufbau 1885 bis 1887, orientiert sich aber an den alten Plänen. Im Inneren ist die Kirche durch ionische Kolossalpilaster gegliedert, die ein kräftiges Gebälk tragen. Die rippenlosen Kreuzgewölbe wurden beim Wiederaufbau des 19. Jahrhunderts erneuert. Von der ursprünglichen Ausstattung hat sich der Hochaltar von 1720 sowie ein Seitenaltar aus der Mitte des 18. Jahrhunderts erhalten. Von dem großen Kreuzgang mit den Einzelhäuschen der Patres hinter der Kirche sind keine Reste mehr erhalten.

## Weitere Bilder

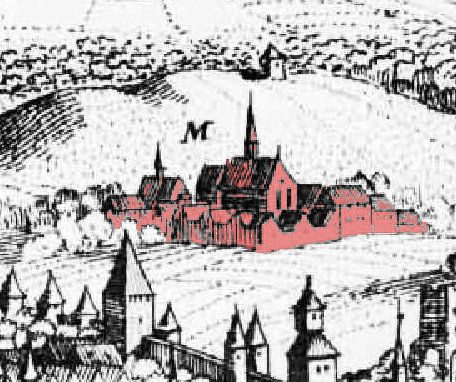
St. Alban vor der Trierer Stadtmauer (Stich von 1646, wohl nach einer Ansicht von 1548/50)[Anmerkung 1]
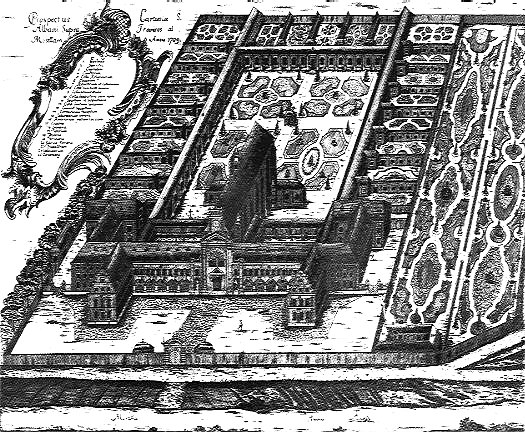
Barockes Kloster Karthaus (St. Bruno), Kupferstich 18. Jahrhundert
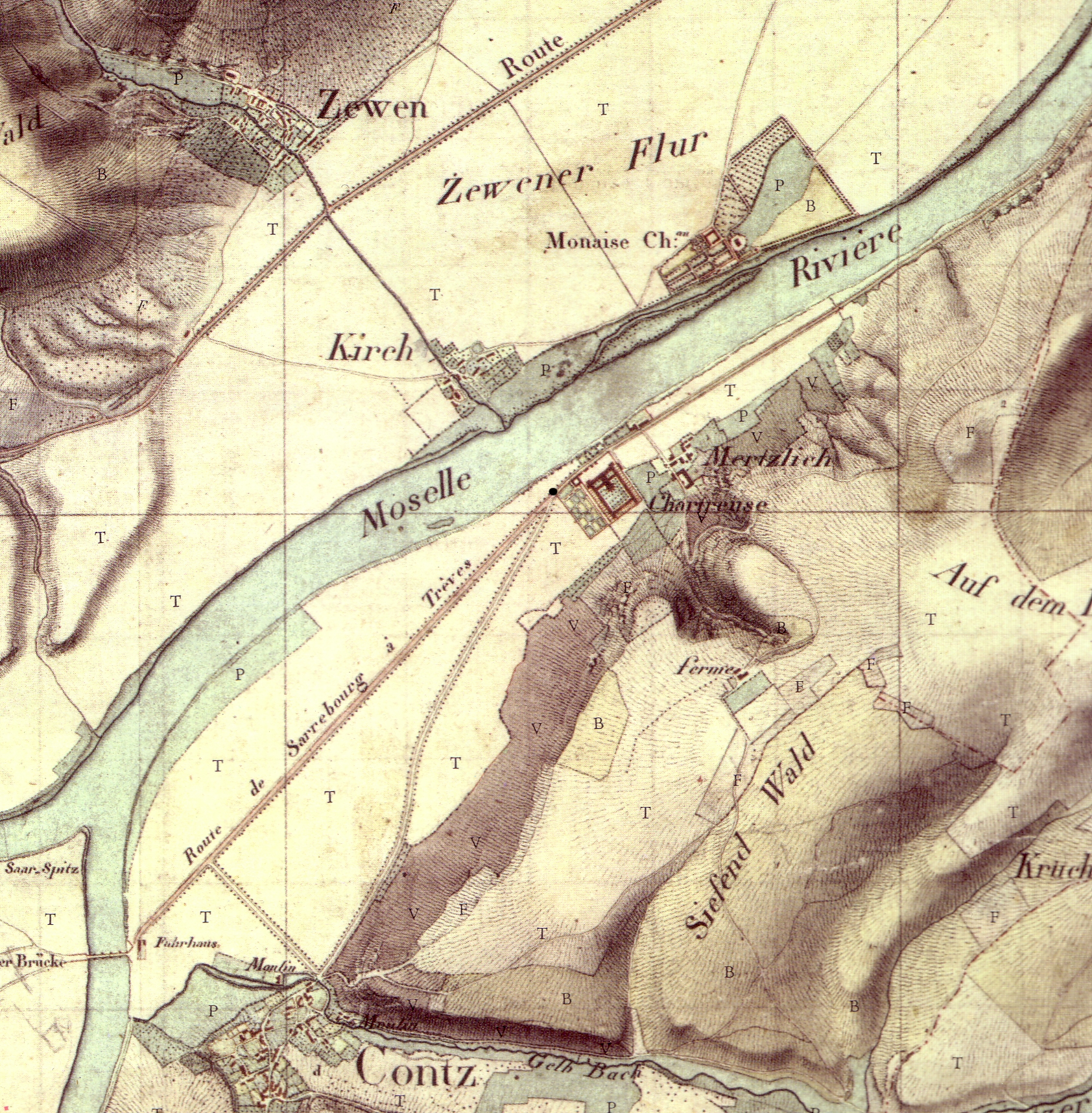
Lage des Klosters Karthaus, als „Chartreuse“ bezeichnet, auf der Tranchot-Müffling-Karte von 1820
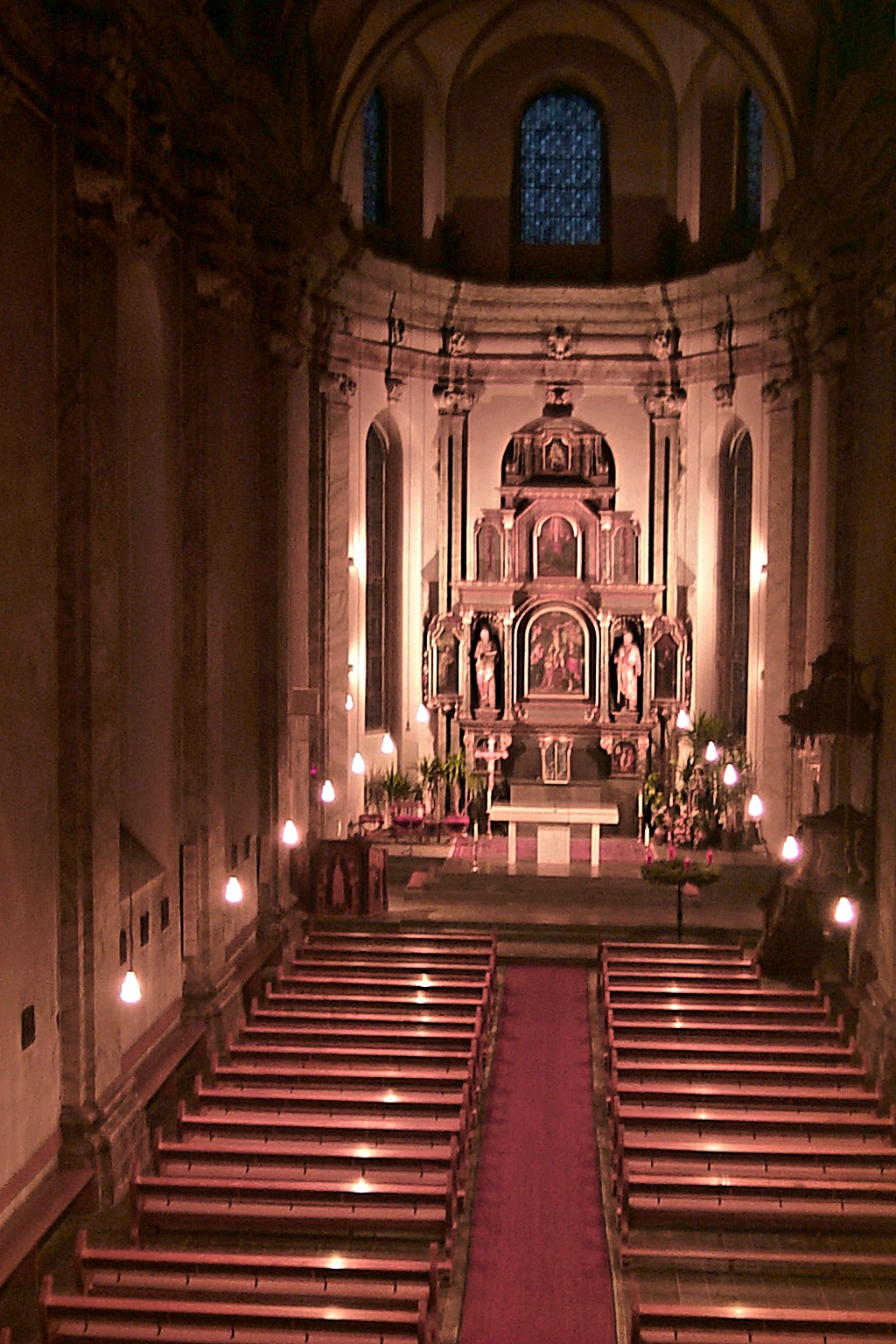
Das Kirchenschiff mit Hochaltar (2000)

## Einzelbelege
1. ↑  Wege der Jakobspilger im Rheinland (Memento vom 22. Mai 2009 im Internet Archive)
2. ↑  Daniel Tibi: Rosenkranz. EOS-Verlag, St. Ottilien 2009, ISBN 978-3-8306-7338-5, S. 1; (PDF-Onlineausgabe).

Koordinaten: 49° 42′ 38,5″ N, 6° 35′ 34,3″ O